# Sieste
Sieste es una localidad del Pirineo aragonés, perteneciente desde 1968 al municipio de Boltaña. Forma parte de la comarca del Sobrarbe, provincia de Huesca, Aragón, España, Unión Europea

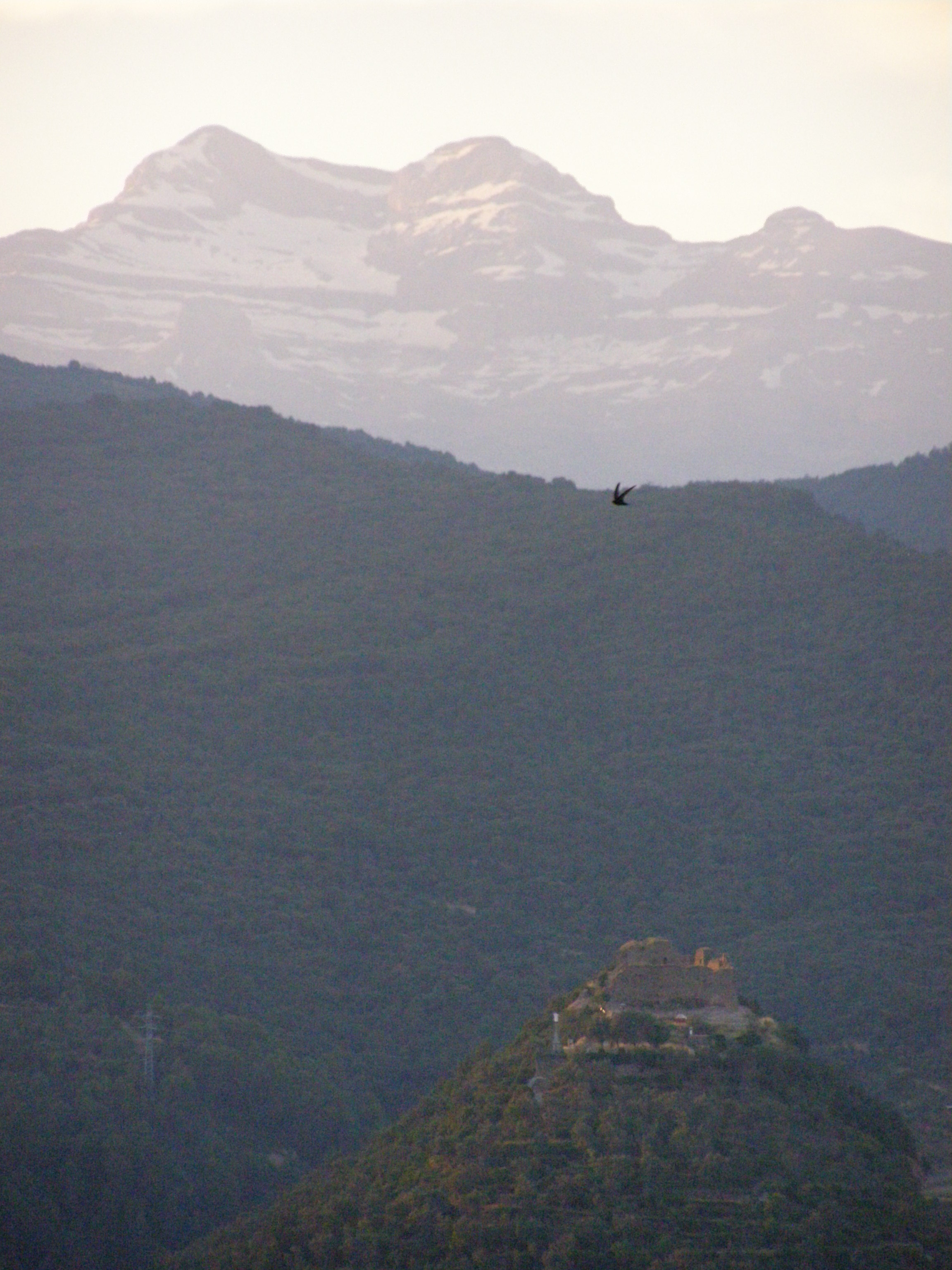
El Monte Perdido visto desde Sieste.

## Geografía humana

### Demografía
| Gráfica de evolución demográfica de Sieste entre 1842 y 1960 |
| |
| Población de derecho según los censos de población del INE Población de hecho según los censos de población del INEEntre el censo de 1857 y el anterior, este municipio desaparece porque se integra en el municipio 22588 (Latorrecilla) Entre el censo de 1970 y el anterior, este municipio desaparece porque se integra por partes en los municipios 22005 (Aínsa) y 22066 (Boltaña) Entre el censo de 1877 y el anterior, aparece este municipio porque cambia de nombre y desaparece el municipio 22588 (Latorrecilla) |

En 2010 tenía 32 habitantes (16 varones y 16 mujeres).

## Historia y orígenes
En el año 1.056 ya se cita la existencia de Sieste en los textos de la "Colección Diplomática de San Victorián. Sieste fue, hasta 1968 cabeza del municipio de ese nombre, en el que se integraban, además, Latorrecilla (Latorrozilla, en aragonés), Morcat, Puimorcat, la mitad de Margurgued, Luparuelo o los caseríos de La Valle de Sieste, Barranco Fondo, San Martín, o San Belián, entre otros. A partir de ese año se incorporó al municipio de Boltaña (BOE 2 de diciembre de 1968). Tras una fuerte emigración sufrida como el resto de la comarca en distintos momentos -tras la Guerra Civil, y en los años 60 y 70 del siglo XX por el declive del medio y la cultura rural-, en los años 80 llegaron a quedar tan solo dos habitantes, recuperando población posteriormente por el regreso de antiguos vecinos y la incorporación de otros nuevos. El turismo rural ha tenido un notable desarrollo en los años siguientes, complementando a la ganadería, la agricultura y el desempeño de otros oficios.

## Arquitectura
Sieste es un bello poblado pirenaico formado por un apiñado conjunto de viviendas en las que se hacen patentes las características propias de la arquitectura popular de la zona, a destacar:
- Casa Albás que conserva restos de un antiguo torreón defensivo del siglo XVI.
- Casa Rabal (hoy conocida como La Abadía, aunque no debe confundirse con la antigua casa del mismo nombre en que residía el cura) posee un interesante patio y portada dovelada del siglo XVI además de la típica chimena aragonesa de interior.
- La iglesia parroquial es de estilo barroco, consta de una única nave y está decorada en su interior por pinturas de estilo popular. En su interior hay restos de un primitivo templo románico al que se accedía desde el sur.
- En su entorno se encuentran las ermitas de San Vicente, La  Madalena o la Virgen de la Sierra, y en Mondebueno existía otra, desaparecida, dedicada a San Dionisio.
- La arquitectura popular se manifiesta en las distintas construcciones y en el resto de las casas de este núcleo: Casa Gil, Casa Cavero, Casa Tomás, Casa Justa o Casa Piquero (los habitantes de esta última, que durante siglos se dedicaron a la albañilería, han dejado numerosas obras arquitectónicas -viviendas, puentes, fuentes,...- y escultóricas en muy diversos lugares de Sobrarbe), así como en las que se ubican en La Valle: Casa Francho, Casa Monclús, Casa Sarrablo, Casa Matías La casa del cura, la abadía, ha desaparecido sustituida por una moderna construcción  de piedra. Sí se conservan antiguos edificios públicos de la localidad, como la escuela nueva, o la vieja, que estuvo ubicada en el edificio que fue sede del ayuntamiento (además de casa del maestro, o frontón) . Espacios comunitarios, de todos o parte de los vecinos, como la herrría o el pozo, y las bordas, pajares y otros edificios auxiliares dedicados a la agricultura o al cuidado de los animales completan las construcciones, en muchos casos convertidas ahora en viviendas.

## Vistas
Situado sobre el lomo de un monte que divide los valles de los ríos Ara y Sieste, este pueblo destaca por sus panorámicas.
Desde la plaza, abierte hacia el norte, es posible contemplar la cuenca del Ara, el impresionante macizo de Monte Perdido, las Setrales (una de las paredes que limitan Añisclo) o la majestuosa Peña Montañesa, que hacía de reloj de sol natural para los habitantes de la localidad. Cierran la vista hacia el Oeste y el Este, respectivamente, la cumbres de Nabaín y la ribagorzana del Turbón. Desde la torre se divisan otras montañas, entre ellas el Cotiellla, o las puntas Fuesa y Suelza.
Por el sur se domina la Valle de Sieste (recorrida por el río del mismo nombre), y enmarcada por los montes de La Cuasta, Mondebueno, o la Virgen de la Sierra, y cerrada en el horizonte por la localidad de Morcat. 